# Чарлз Андерсон (вершник)
Чарлз Андерсон (англ. Charles Anderson, 24 жовтня 1914 — 27 березня 1993) — американський вершник.
Олімпійський чемпіон 1948 року в командному триборстві.